# Zeilen op de Olympische Zomerspelen 1956
Zeilen is een van de sporten die beoefend werden tijdens de Olympische Zomerspelen 1956 in Melbourne. De zeilwedstrijden werden gehouden in de Port Philip baai, waaraan Melbourne aan de noordzijde is gelegen.
Er werd in vijf klassen om de medailles gestreden, drie alleen voor mannen en twee open klassen (draken en 5,5m). In vergelijking met de Spelen van 1952 werd de 6m-klasse vervangen door de Sharpie 12m2 klasse.
Voor België behaalde André Nelis de zilveren medaille bij de Finnjollen. De Deen Paul Bert Elvström prolongeerde zijn olympische titel in deze klasse en werd met zijn olympische titel in de olympiajol in 1948 de eerste zeiler die drie keer goud won op de Olympische Spelen.
Nederland was vanwege de boycot niet vertegenwoordigd op deze Spelen.

## Uitslagen

### Finn klasse
| rang   | sporter            | land             |
| ------ | ------------------ | ---------------- |
| Goud   | Paul Bert Elvström | Denemarken       |
| Zilver | André Nelis        | België           |
| Brons  | John Marvin        | Verenigde Staten |

### Star klasse
| rang   | sporter                           | land             |
| ------ | --------------------------------- | ---------------- |
| Goud   | Herbert Williams/Lawrence Low     | Verenigde Staten |
| Zilver | Agostino Straulino/Nicolò Rode    | Italië           |
| Brons  | Durward Knowles/Sloane Farrington | Bahama's         |

### Sharpie 12m2klasse
| rang   | sporter                       | land             |
| ------ | ----------------------------- | ---------------- |
| Goud   | Peter Mander/Jack Cropp       | Nieuw-Zeeland    |
| Zilver | Roland Tasker/John Scott      | Australië        |
| Brons  | Jasper Blackall/Terence Smith | Groot-Brittannië |

### Drakenklasse
| rang   | sporter                                         | land             |
| ------ | ----------------------------------------------- | ---------------- |
| Goud   | Folke Bohlin/Bengt Palmquist/Leif Wikström      | Zweden           |
| Zilver | Ole Berntsen/Cyril Andresen/Christian von Bülow | Denemarken       |
| Brons  | Graham Mann/Ronald Backus/Jonathan Janson       | Groot-Brittannië |

### 5,5m klasse
| rang   | sporter                                            | land             |
| ------ | -------------------------------------------------- | ---------------- |
| Goud   | Lars Thörn/Hjalmar Karlsson/Sture Stork            | Zweden           |
| Zilver | Robert Perry/Neil Kennedy/John Dillon/David Bowker | Groot-Brittannië |
| Brons  | John Sturrock/Devereaux Mytton/Douglas Buxton      | Australië        |

## Medaillespiegel
| rang   | land             | goud | zilver | brons | total |
| ------ | ---------------- | ---- | ------ | ----- | ----- |
| 1      | Zweden           | 2    | 0      | 0     | 2     |
| 2      | Denemarken       | 1    | 1      | 0     | 2     |
| 3      | Verenigde Staten | 1    | 0      | 1     | 2     |
| 4      | Nieuw-Zeeland    | 1    | 0      | 0     | 1     |
| 5      | Groot-Brittannië | 0    | 1      | 2     | 3     |
| 6      | Australië        | 0    | 1      | 1     | 2     |
| 7      | België           | 0    | 1      | 0     | 1     |
| 7      | Italië           | 0    | 1      | 0     | 1     |
| 9      | Bahama's         | 0    | 0      | 1     | 3     |
| totaal | totaal           | 5    | 5      | 5     | 15    |

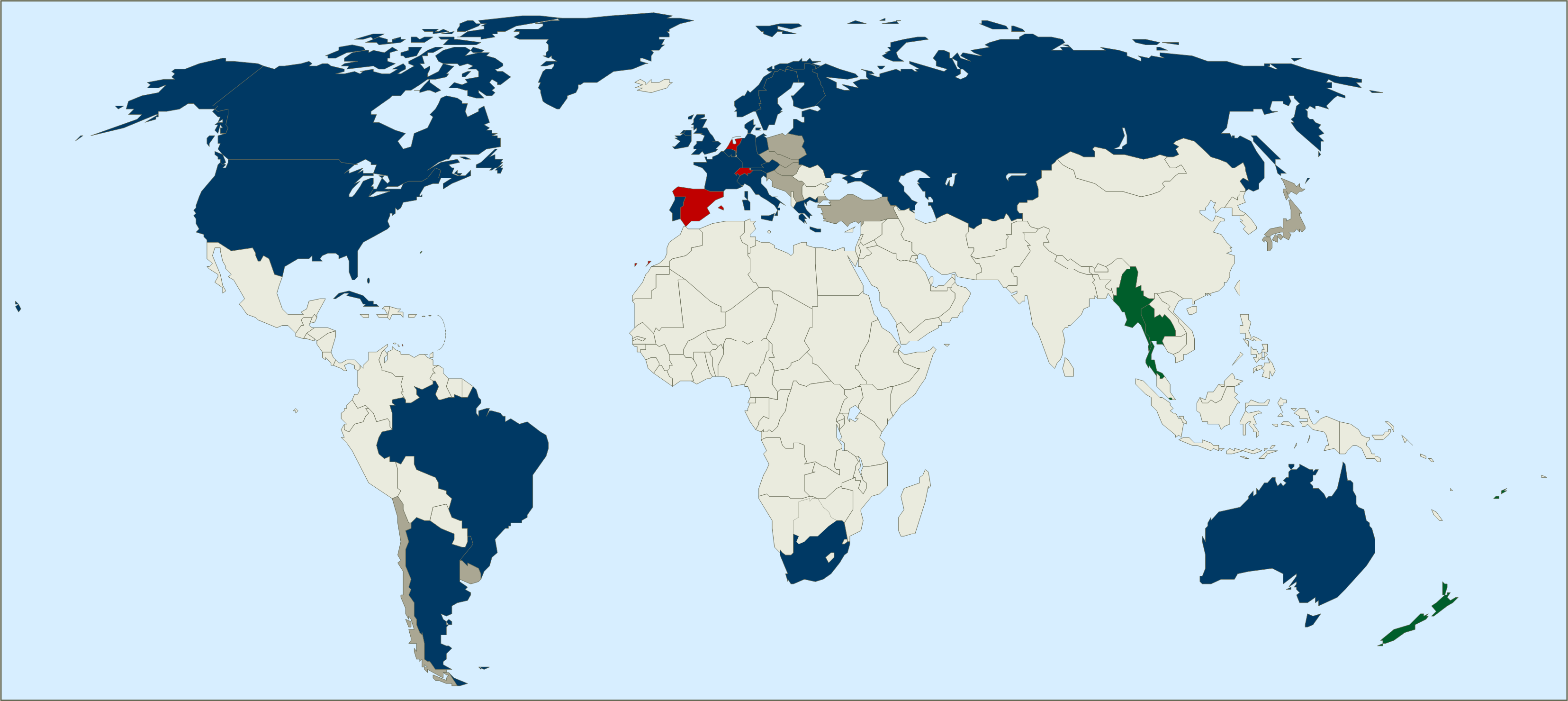
Landen die meededen met zeilen
Olympische klassen in 1956

Athene 1896 · 
Parijs 1900 · 
St. Louis 1904 · 
Londen 1908 · 
Stockholm 1912 · 
Antwerpen 1920 · 
Parijs 1924 · 
Amsterdam 1928 · 
Los Angeles 1932 · 
Berlijn 1936 · 
Londen 1948 · 
Helsinki 1952 · 
Melbourne 1956 · 
Rome 1960 · 
Tokio 1964 · 
Mexico-stad 1968 · 
München 1972 · 
Montréal 1976 · 
Moskou 1980 · 
Los Angeles 1984 · 
Seoel 1988 · 
Barcelona 1992 · 
Atlanta 1996 · 
Sydney 2000 · 
Athene 2004 · 
Peking 2008 · 
Londen 2012 · 
Rio de Janeiro 2016 · 
Tokio 2020 · 
Parijs 2024 · 
Los Angeles 2028

Medaillewinnaars
Atletiek · Australian Football (demonstratie) · Basketbal · Boksen · Gewichtheffen · Hockey · Honkbal (demonstratie) · Kanovaren · Moderne vijfkamp · Paardensport · Roeien · Schermen · Schietsport · Schoonspringen · Turnen · Voetbal · Waterpolo · Wielersport · Worstelen · Zeilen · Zwemmen